# Dieter Müller (Fußballspieler, 1933)
Dieter Müller (* 15. Februar 1933) ist ein ehemaliger deutscher Fußballspieler.
Müller spielte in der Saison 1953/54, der Saison 1954/1955 und der Saison 1958 in der DDR-Oberliga als Stürmer bei der BSG Turbine Halle (ab 1954 SC Chemie Halle-Leuna). Sein letztes Spiel für den SC Chemie Halle machte er am 23. November 1958 gegen den SC Einheit Dresden. 